# بوليط تنوبي
بوليط تنوبي (الاسم العلمي:Boletus abieticola) هو نوع الفطريات يتبع جنس البوليط من الفصيلة البوليطية.